# Арктичне повітря
Аркти́чне пові́тря — повітряні маси, що формуються на північному полюсі та над найпівнічнішою частиною суходолу; характеризуються низькою температурою, малою вологістю і значною прозорістю.
Над рівнинами Євразії арктичне повітря може проникати до Середземномор'я, Середньої Азії й Сибіру.